# Куторжиха
Куторжи́ха — село в Україні, у Хорольській громаді Лубенського району Полтавської області. Населення становить 258 осіб. До 2020 орган місцевого самоврядування — Петракіївська сільська рада.

## Географія
Село Куторжиха розташоване на відстані 2,5 км від сіл Середнє, 0,5 км Новий Байрак та 1,5 км Петракіївка, за 5 км від міста Хорол. Селом протікає річка Кутуржиха. Через село проходять автомобільна дорога Т 1716 та залізниця, станція Хорол за 3 км.
Поруч зі селом розташоване лісове заповідне урочище «Куторжиха».

## Історія
12 червня 2020 року, відповідно до розпорядження Кабінету Міністрів України № 721-р «Про визначення адміністративних центрів та затвердження територій територіальних громад Полтавської області», село увійшло до складу Хорольської міської громади..
19 липня 2020 року, в результаті адміністративно - територіальної реформи та ліквідації Хорольського району, село увійшло до складу новоутвореного Лубенського району.

## Відомі люди

Тютюнник Василь

### Народились
- Козлов Григорій Федотович — доктор технічних наук, професор.
- Стеценко Микола Митрофанович — український дитячий письменник, журналіст, член спілки письменників України (1973).
- Рябич Дмитро Миколайович (1986—2022) — солдат Збройних Сил України, учасник російсько-української війни, що загинув у ході російського вторгнення в Україну в 2022 році.
- Тютюнник Василь Никифорович — український військовий діяч, полковник генерального штабу Армії УНР, генерал-хорунжий, командувач Дієвої Армії УНР в 1919 році.